# Pocerski Pričinović
Pocerski Pričinović (izvirno srbsko Поцерски Причиновић; staro ime srbsko Оџино село/Ođino selo) je naselje v Srbiji, ki upravno spada pod Mesto Šabac; slednja pa je del Mačvanskega upravnega okraja.

## Demografija
V naselju živi 4616 polnoletnih prebivalcev, pri čemer je njihova povprečna starost 35,3 let (34,6 pri moških in 35,9 pri ženskah). Naselje ima 1844 gospodinjstev, pri čemer je povprečno število članov na gospodinjstvo 3,25.
To naselje je, glede na rezultate popisa iz leta 2002, večinoma srbsko, a v času zadnjih 3 popisov je opazen porast števila prebivalcev.
|  |

| Demografija | Demografija     | Demografija     |
| Leto        | Št. prebivalcev | Št. prebivalcev |
| ----------- | --------------- | --------------- |
|             |                 |                 |
|             |                 |                 |
|             |                 |                 |
|             |                 |                 |
| 1948        | 760             |                 |
| 1953        | 871             |                 |
| 1961        | 1689            |                 |
| 1971        | 2657            |                 |
| 1981        | 4018            |                 |
| 1991        | 5488            | 5279            |
| 2002        | 6347            | 5992            |
|             |                 |                 |

| Etnična sestava po popisu iz leta 2002 | Etnična sestava po popisu iz leta 2002 | Etnična sestava po popisu iz leta 2002 | Etnična sestava po popisu iz leta 2002 | Etnična sestava po popisu iz leta 2002 |
| -------------------------------------- | -------------------------------------- | -------------------------------------- | -------------------------------------- | -------------------------------------- |
| Srbi                                   | Srbi                                   |                                        | 5.766                                  | 96,22%                                 |
| Romi                                   | Romi                                   |                                        | 26                                     | 0,43%                                  |
| Jugoslovani                            | Jugoslovani                            |                                        | 16                                     | 0,26%                                  |
| Črnogorci                              | Črnogorci                              |                                        | 8                                      | 0,13%                                  |
| Hrvati                                 | Hrvati                                 |                                        | 6                                      | 0,10%                                  |
| Rusi                                   | Rusi                                   |                                        | 3                                      | 0,05%                                  |
| Muslimani                              | Muslimani                              |                                        | 2                                      | 0,03%                                  |
| Madžari                                | Madžari                                |                                        | 2                                      | 0,03%                                  |
| Slovenci                               | Slovenci                               |                                        | 1                                      | 0,01%                                  |
| Romuni                                 | Romuni                                 |                                        | 1                                      | 0,01%                                  |
| Albanci                                | Albanci                                |                                        | 1                                      | 0,01%                                  |
| Neznano                                | Neznano                                |                                        | 150                                    | 2,50%                                  |